# Austrohancockia jiugongshanensis
Austrohancockia jiugongshanensis är en insektsart som beskrevs av Zheng, Z. och Yulin Zhong 2005. Austrohancockia jiugongshanensis ingår i släktet Austrohancockia och familjen torngräshoppor. Inga underarter finns listade i Catalogue of Life.